# Mnesictena flavidalis
Mnesictena flavidalis là một loài bướm đêm trong họ Crambidae.